# Jan Szczepanik

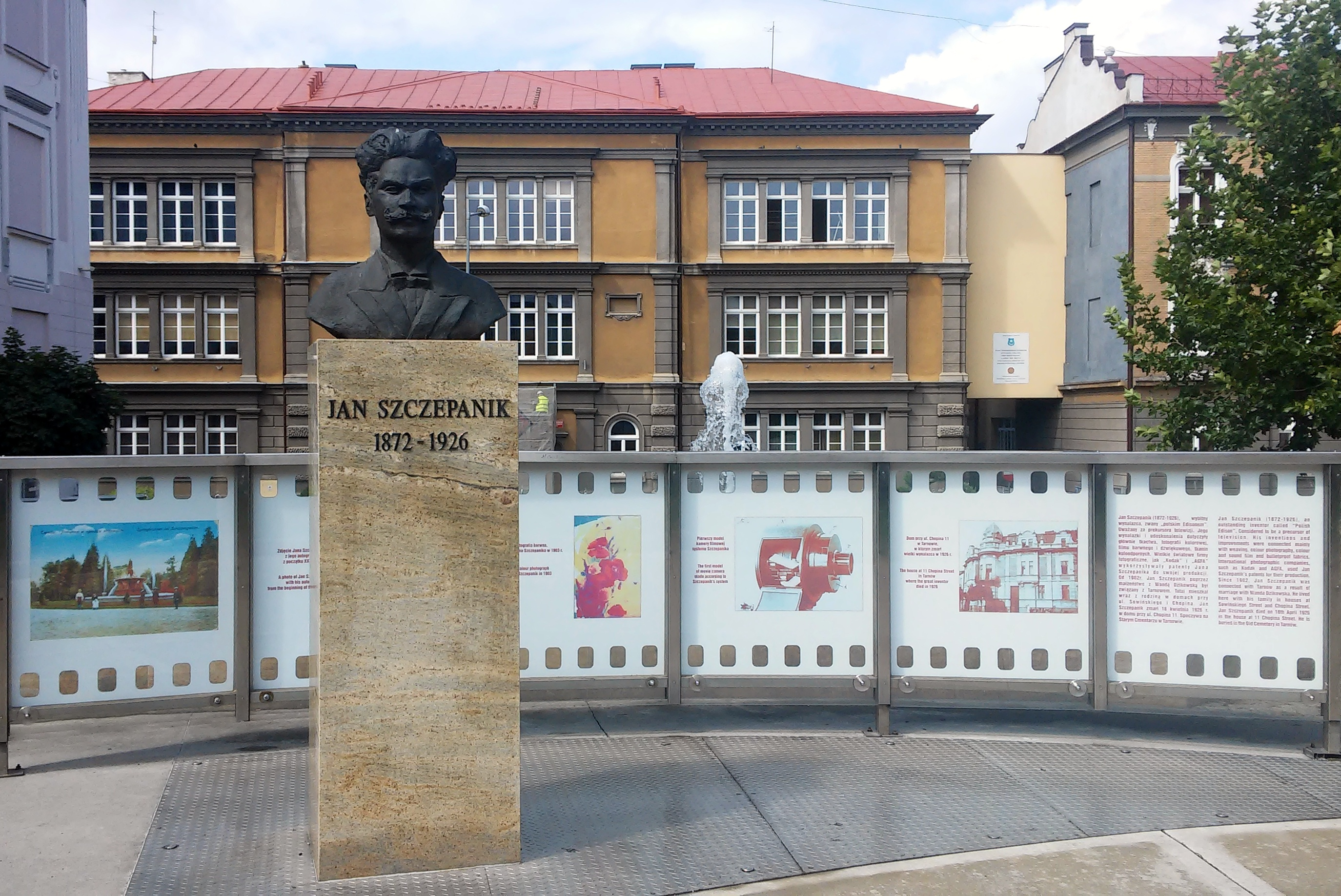
Památník v Tarnowě

Jan Szczepanik (13. dubna 1872 Rudniki u Mostysky – 18. dubna 1926 Tarnów) byl polský chemik a vynálezce, průkopník na poli barevné fotografie. Nasbíral několik set patentů a přes 50 objevů, z nichž některé (zejména ve fotografickém, filmovém a televizním průmyslu) jsou využívány dodnes. Mezi jeho vynálezy patří např. telektroskop (předchůdce televize) a bezdrátový telegraf.
Zemřel na rakovinu jater. Měl pět dětí; jeho vnukem je architekt Jerzy Szczepanik-Dzikowski.